# Hugo Sconochini
Hugo Sconochini (Cañada de Gómez, 10 april 1971) is een Argentijns voormalig basketballer.

## Carrière

### Clubcarrière
Het eerste jaar in Italië gaat het niet goed, want de ploeg onder leiding van coach Carlo Recalcati redt het niet en hij wordt in maart 1991 ontslagen. Het jaar daarop, met de ploeg in A2, zal de directie van Calabrië de Argentijn terugroepen, die een van de hoofdrolspelers zal zijn bij de onmiddellijke promotie van de ploeg naar de Serie A.
Het jaar daarop ging Sconochini naar Olimpia Milano, waar hij twee jaar bleef, het eerste jaar gecoacht door Mike D'Antoni, die de kwartfinale van de play-offs bereikte, en het tweede jaar door Boscia Tanjević, met wie hij de halve finale haalde en in de finale van de Korać-beker speelde.
In 1995 stapt hij over naar Virtus Roma, waar hij slechts één jaar speelt.
Eindelijk kwam de grote gebeurtenis, de oproep van Virtus Bologna, dat in die jaren het hoogtepunt van de Alfredo Cazzola periode bereikte. Het is het Virtus van Sasha Danilović en coach Ettore Messina, van Alessandro Abbio en Zoran Savić. Hij bleef vier jaar bij de Bianconeri en won twee kampioenschappen, een Coppa Italia en twee Euroleagues, die van 1998, waar hij de absolute hoofdrolspeler was in de laatste vier, en die van 2001.
Daarna verhuist hij naar Spanje waar hij in Baskenland speelt bij Tau Vitoria, waar hij in 2002 het Spaanse kampioenschap wint. Hij keerde terug naar Italië in 2002 en speelde twee kampioenschappen in Milaan en twee in Rome. Eind maart 2008 tekent hij bij Unione Cestistica Piacentina, een ploeg uit de Serie C1 in Groep B, om in de play-offs te spelen. Hij verliet het team aan het eind van het seizoen.
Hij verhuisde definitief naar Milaan, en van 2010 tot 2012 speelde hij voor Bettinzoli of Monticelli Brusati in de Serie C1, en droeg hij bij aan twee opeenvolgende promoties tot de Serie B.

### Nationale ploeg
Hij begint erg jong om opgeroepen te worden in het Argentijnse nationale team. Eind jaren '90 was de nationale ploeg echter nog niet erg sterk, getuige de achtste plaats op het WK 1998.
De situatie veranderde radicaal toen de generatie van Ginóbili, Nocioni en Delfino volwassen werd en in 2002 de wereldbekerfinale in Indianapolis bereikte en verloor van Joegoslavië. Hun grootste resultaat op nationaal niveau behaalden ze op de Olympische Spelen van 2004 in Athene, toen de Argentijnse nationale ploeg de competitie won door Italië in de finale te verslaan, na de Amerikaanse kampioenen in de halve finale te hebben verslagen.

## Erelijst
- 2x Italiaans landskampioen: 1998, 2001
- 2x Italiaans bekerwinnaar: 1999, 2001
- 1x Spaans landskampioen: 2002
- 1x Spaans bekerwinnaar: 2002
- 2x EuroLeague: 1998, 2001
- 1x Intercontinental Cup: 1996
- Olympische Spelen: 1x
- Wereldkampioenschap: 1x
- FIBA AmeriCup: 1x , 1x
- Zuid-Amerikaans kampioenschap: 1x